# Ty1
Ty1 – polskie oznaczenie niemieckiego parowozu towarowego pruskiej serii G12. Budowane w latach 1917–1921 w ilości 1158 sztuk.
W PKP po 1918 eksploatowany był 1 parowóz tego typu, po 1945 dalszych 134 sztuk przekazanych w 1956 do NRD. Był to pierwowzór dla polskiego parowozu Ty23.
W Polsce zachowany jest parowóz Ty1-76 w Parowozowni Wolsztyn, który został odrestaurowany w 2012 roku